# Lettere agli abitanti del Canada

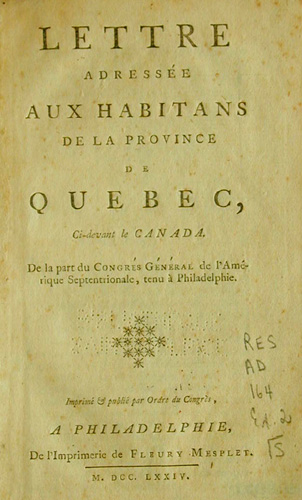
Copertina della traduzione francese delle lettere scritte dal Primo congresso continentale nel 1774.

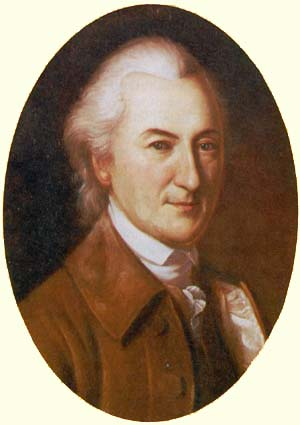
John Dickinson, autore della prima lettera

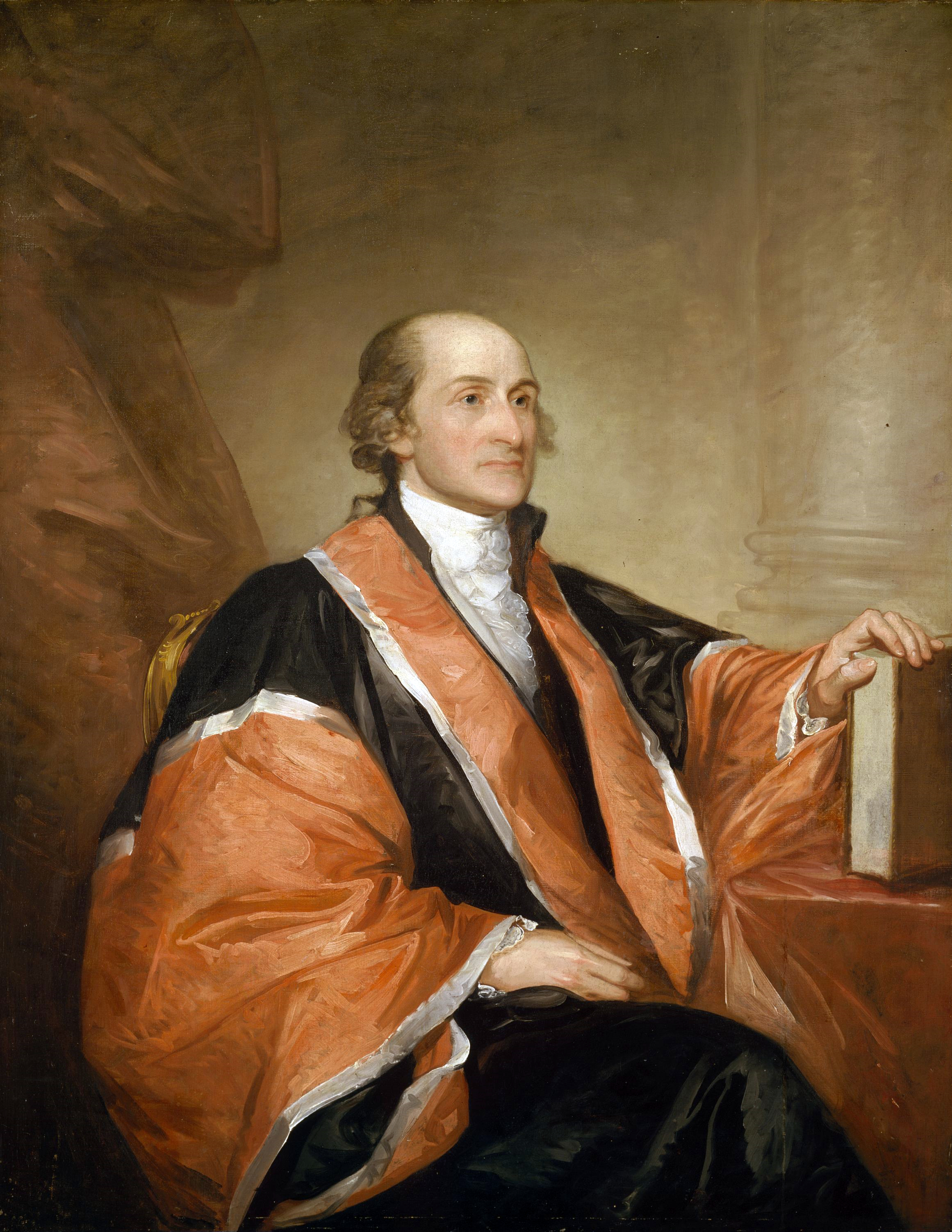
John Jay, autore della seconda lettera

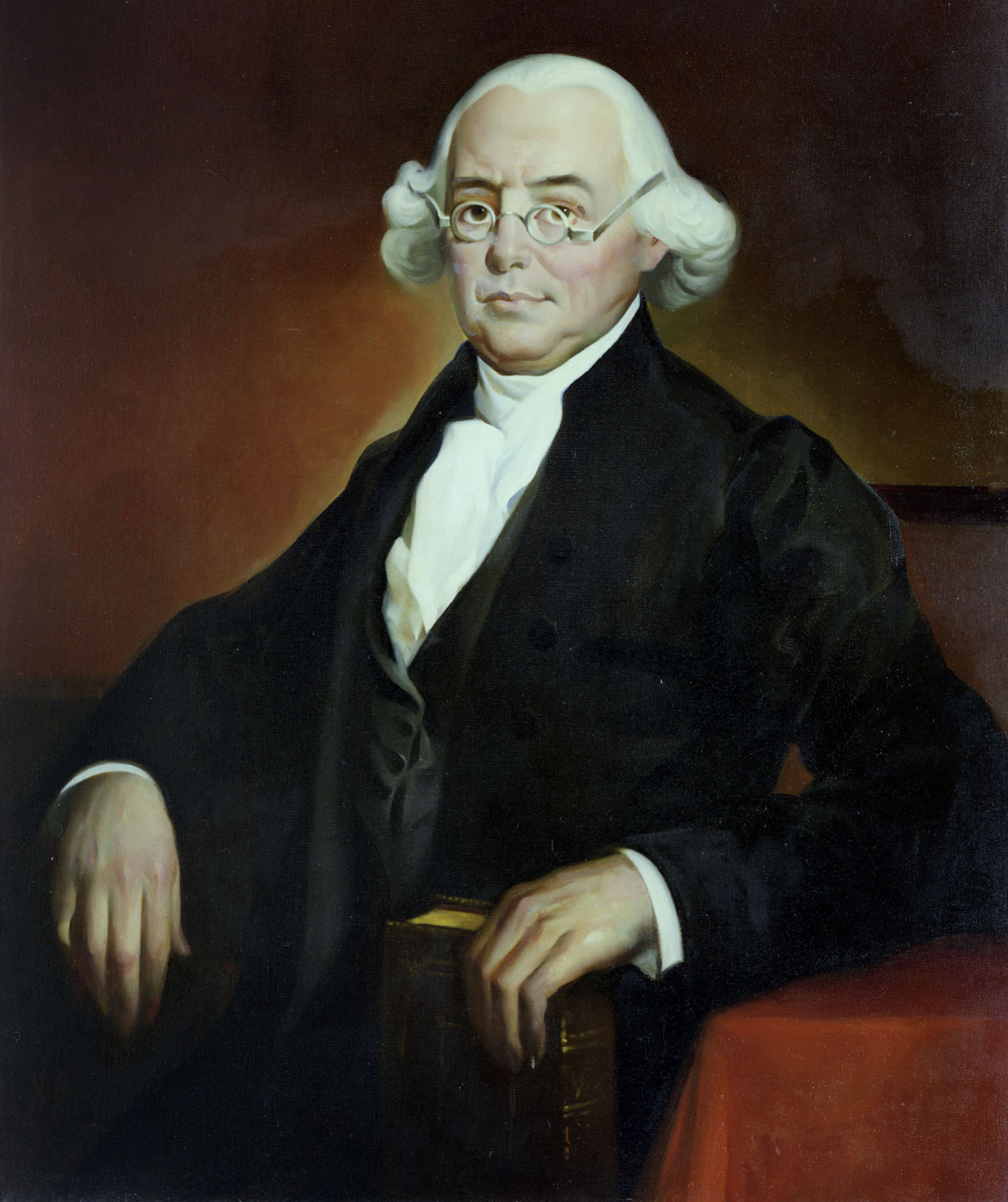
James Wilson, uno degli autori della terza lettera

Le lettere agli abitanti del Canada furono tre lettere scritte dal Primo e Secondo congresso continentale nel 1774, 1775 e 1776. Lo scopo era quello di comunicare direttamente con la popolazione della Provincia del Quebec, ex colonia francese del Canada, che all'epoca non disponeva di un sistema rappresentativo. Si intendeva attrarre la numerosa popolazione francofona alla causa rivoluzionaria americana. Questo obiettivo fallì e il Quebec, insieme alle altre province settentrionali dell'America Britannica, rimase fedele alla Gran Bretagna. L'unico aiuto significativo ottenuto fu il reclutamento di due reggimenti per un totale di non più di 1.000 uomini.

## Antefatti
L'acquisizione della Provincia del Quebec a seguito della guerra franco-indiana (1754-1763) diede alla Gran Bretagna il controllo di quasi tutta la costa orientale del Nord America e portò l'ex colonia francese del Canada in una relazione più stretta con le colonie americane. La nuova provincia era significativamente diversa dalle altre province dell'America Britannica, poiché la stragrande maggioranza della popolazione del Quebec parlava solo francese ed era di religione cattolica romana. C'erano anche differenze negli affari civili e legali, poiché il sistema giuridico, prima della conquista britannica, si basava sul diritto francese.
Nel 1774, il Parlamento britannico emanò il Quebec Act, insieme ad altre leggi che vennero etichettate dai coloni americani come "Intolerable Acts" (Leggi intollerabili). Questa misura, che sostituì la Proclamazione Reale del 1763 come documento di governo del Quebec, fu utilizzata per rafforzare la posizione britannica nella provincia garantendo (tra le altre cose) i diritti dei franco-canadesi di praticare il cattolicesimo romano. Viene generalmente interpretata dagli storici come un intervento di contenimento nella provincia del Quebec, per impedire ai franco-canadesi di unirsi al movimento per l'indipendenza nelle colonie americane. I coloni americani interpretarono le disposizioni religiose riguardanti il cattolicesimo come un tentativo di introdurre il cattolicesimo in tutte le colonie, mentre altre disposizioni riguardanti la struttura del governo del Quebec furono viste come un tentativo del Parlamento britannico di esercitare un maggiore controllo sulla provincia e negare alla sua popolazione quelli che molti consideravano diritti fondamentali.

## Contenuto

### Prima lettera (ottobre 1774)
Il Primo Congresso Continentale scrive ai canadesi con tono moderato e conciliante, presentandosi come "amici e compatrioti". Spiega le cause della Rivoluzione Americana, sottolineando la tirannia britannica, e invita il Canada a unirsi alla causa comune per la libertà, rassicurando sul rispetto della cultura e religione canadese.

### Seconda lettera (maggio 1775)
Il Secondo Congresso Continentale scrive con tono più urgente e diretto, aggiornando sugli eventi della Rivoluzione e le vittorie americane. Preme sul Canada per prendere posizione contro la Gran Bretagna, appellandosi al suo amor patrio e senso di giustizia.

### Terza lettera (aprile 1776)
Il Secondo Congresso Continentale scrive con tono polemico e accusatorio, criticando il governo britannico per la guerra contro le colonie e denunciando il trattamento dei prigionieri di guerra americani. Lancia un ultimo appello al Canada per unirsi alla causa americana.

## Conseguenze
Le lettere non ebbero il successo sperato. Le ragioni principali includono la lealtà al Re Giorgio III da parte dei canadesi, il timore di rappresaglie britanniche e le barriere linguistiche e culturali che ostacolavano la comunicazione e la comprensione reciproca. L'invasione americana del 1775 fu un disastroso fallimento, costringendo gli americani a ritirarsi a Fort Ticonderoga. La provincia rimase nelle mani britanniche e i suoi centri abitati non furono mai più minacciati durante la guerra. L'obiettivo di queste lettere, e di altri appelli al popolo canadese, di ottenere sostegno politico e militare per la rivoluzione non fu generalmente raggiunto. Nonostante il Congresso riuscisse a reclutare due reggimenti canadesi (il 1º Reggimento Canadese di James Livingston e il 2º Reggimento Canadese di Hazen), il loro numero non fu così alto come desiderato e i signori e il clero cattolico si schierarono a fianco del governatore britannico. Il Quebec sarebbe rimasto una colonia relativamente forte per la Gran Bretagna, in gran parte grazie alla leadership rigorosa di Guy Carleton, e nonostante i tentativi di portare lo spirito rivoluzionario delle colonie americane in Quebec.